# Willem Raets
Willem Raets, né vers 1540 à Maastricht et mort  vers 1576 à Anvers, est un marchand et mathématicien Anversois.

## Biographie
Après s'être imposé comme marchand à Anvers, il publie en 1566 une Arithmetica. Die fundamenten seer grondelyck verclaert, ende met veel schoonder questien geillustreert (« Arithmétique, avec ses fondements […] illustrés par de nombreuses questions d'école »). L'année suivante, il compose un manuel pratique pour les jaugeurs de vin intitulé  Practyck om lichtelyck te leeren visieren alle vaten metter wisselroede afin de leur  apprendre les conversions de changes et les mesures des barils. Raets lui-même fit des tentatives répétées pour devenir jaugeur de vin mais n'a pas réussi à être nommé par la ville. Parmi ses amis, on compte le mathématicien Michel Coignet. Celui-ci fera éditer à titre posthume les derniers écrits mathématiques d'un Willem Raets trop tôt décédé.

## Source
(nl) Article de Paul Bockstaele (nl) sur DBNL